# Форт-Кент
Форт-Кент (англ. Fort Kent) — місто (англ. town) в США, в окрузі Арустук штату Мен. Населення — 4067 осіб (2020). Форт-Кент розташований на кордоні з Квебеком, значна частина населення міста франкомовна.

### Клімат
| Клімат : Форт-Кент      | Клімат : Форт-Кент | Клімат : Форт-Кент | Клімат : Форт-Кент | Клімат : Форт-Кент | Клімат : Форт-Кент | Клімат : Форт-Кент | Клімат : Форт-Кент | Клімат : Форт-Кент | Клімат : Форт-Кент | Клімат : Форт-Кент | Клімат : Форт-Кент | Клімат : Форт-Кент | Клімат : Форт-Кент |
| Показник                | Січ.               | Лют.               | Бер.               | Квіт.              | Трав.              | Черв.              | Лип.               | Серп.              | Вер.               | Жовт.              | Лист.              | Груд.              | Рік                |
| Абсолютний максимум, °C | 15,0               | 15,0               | 25,0               | 28,3               | 35,0               | 36,7               | 35,6               | 36,1               | 33,3               | 28,3               | 22,8               | 15,6               | 36,7               |
| Середній максимум, °C   | −7,5               | −4,8               | 0,7                | 8,1                | 16,3               | 21,6               | 24,2               | 23,3               | 18,3               | 10,9               | 3,3                | −3,7               | 9,3                |
| Середня температура, °C | −14,1              | −12,2              | −6,1               | 2,4                | 9,6                | 15,1               | 18,0               | 16,8               | 11,9               | 5,2                | −1,1               | −9                 | 3,1                |
| Середній мінімум, °C    | −20,7              | −19,6              | −12,8              | −3,2               | 2,9                | 8,6                | 11,8               | 10,3               | 5,6                | −0,4               | −5,5               | −14,3              | −3,1               |
| Абсолютний мінімум, °C  | −41,1              | −41,1              | −36,7              | −24,4              | −8,3               | −1,7               | 0,6                | −0,6               | −10                | −13,9              | −25                | −36,1              | −41,1              |
| Норма опадів, мм        | 63                 | 50                 | 59                 | 73                 | 83                 | 100                | 112                | 99                 | 96                 | 97                 | 85                 | 77                 | 992                |
| Днів з опадами          | 12,9               | 10,5               | 10,1               | 11,4               | 13,5               | 13,5               | 14,9               | 13,2               | 12,8               | 13,6               | 12,8               | 13,7               | 152,9              |
| Днів зі снігом          | 8,6                | 7,5                | 6,0                | 2,3                | 0,2                | 0,0                | 0,0                | 0,0                | 0,0                | 0,5                | 4,0                | 7,9                | 37,0               |
| ----------------------- | ------------------ | ------------------ | ------------------ | ------------------ | ------------------ | ------------------ | ------------------ | ------------------ | ------------------ | ------------------ | ------------------ | ------------------ | ------------------ |
| Джерело: NOAA           |                    |                    |                    |                    |                    |                    |                    |                    |                    |                    |                    |                    |                    |

## Демографія

### Перепис 2010
Згідно з переписом 2010 року, у місті мешкало 4097 осіб у 1747 домогосподарствах у складі 1062 родин. Було 1922 помешкання
Расовий склад населення:
| - 94,9 % — білих - 0,8 % — корінних американців - 0,8 % — чорних або афроамериканців - 0,7 % — азіатів |

До двох чи більше рас належало 2,7 %. Частка іспаномовних становила 0,7 % від усіх жителів.
За віковим діапазоном населення розподілялося таким чином: 19,9 % — особи молодші 18 років, 62,5 % — особи у віці 18—64 років, 17,6 % — особи у віці 65 років та старші. Медіана віку мешканця становила 42,7 року. На 100 осіб жіночої статі у місті припадало 92,3 чоловіків;  на 100 жінок у віці від 18 років та старших — 88,0 чоловіків також старших 18 років.
Середній дохід на одне домашнє господарство  становив 54 695 доларів США (медіана — 41 487), а середній дохід на одну сім'ю — 66 326 доларів (медіана — 53 947). Медіана доходів становила 50 360 доларів для чоловіків та 37 661 долар для жінок. За межею бідності перебувало 17,0 % осіб, у тому числі 19,2 % дітей у віці до 18 років та 19,8 % осіб у віці 65 років та старших.
Цивільне працевлаштоване населення становило 2056 осіб. Основні галузі зайнятості: освіта, охорона здоров'я та соціальна допомога — 33,1 %, роздрібна торгівля — 17,6 %, мистецтво, розваги та відпочинок — 8,9 %, виробництво — 6,7 %.

### Перепис 2000
За даними перепису 2000 року,
на території муніципалітету мешкало 4233 людей, було 1735 садиб та 1106 сімей.
Густота населення становила 30,2 осіб/км². Було 1824 житлових будинків.
З 1735 садиб у 28,2 % проживали діти до 18 років, подружніх пар, що мешкали разом, було 54,0 %,
садиб, у яких господиня не мала чоловіка — 6,7 %, садиб без сім'ї — 36,2 %.
Власники 29,3 % садиб мали вік, що перевищував 65 років, а в 13,0 % садиб принаймні одна людина була старшою за 65 років.
Кількість людей у середньому на садибу становила 2,34, а в середньому на родину 2,90.
Середній річний дохід на садибу становив 29 547 доларів США, а на родину — 41 616 доларів США.
Чоловіки мали дохід 35 325 доларів, жінки — 19 146 доларів.
Дохід на душу населення був 16 403. доларів.
Приблизно 9,5 % родин та 14,5 % населення жили за межею бідності.
Серед них осіб до 18 років було 13,7 %, і понад 65 років — 18,2 %.
Середній вік населення становив 38 років.